# Harran ben Chérif
Moulay Harran (? - ?), ou Moulay Mohammed Harran ben Chérif, membre de la dynastie alaouite, est connu pour avoir affronté pendant plusieurs années son frère Mouley Ismaïl, et à certains moments ses autres frères. Il est pendant un certain temps Émir du Tafilalet, à la suite de négociations tenues avec Mouley Ismaïl, dans le but de préserver une paix durable.

## Biographie
Harran ben Chérif est le deuxième fils de Moulay Chérif ben Ali, prince du Tafilalet et fondateur de la dynastie des Alaouites.
En 1677, Moulay Harran se révolte dans le Tafilalet et affronte ses frères Moulay Hammada et Moulay Mehrez. Moulay Ismaïl met fin à cette révolte, puis capture Moulay Harran, et le relâche par pitié.
Vers la fin du ramadan 1678-1679, Moulay Harran se révolte avec deux de ses frères : Moulay Hachem et Moulay Ahmed, contre l'autorité d'Ismaïl ben Chérif, avec l'aide de la puissante tribu Aït Atta. Mouley Ismaïl réussit, à l'aide d'une importante armée, à défaire les rebelles qui s'enfuient au Sahara, lors d'une bataille qui s'est déroulée au djebel Sâgro, le 2 février 1679.
Entre 1684 et 1685, Harran s'allie avec son neveu Ahmed ben Mehrez contre Ismaïl ben Chérif, dans le but de déstabiliser son pouvoir. Harran et Ahmed occupent Taroudant. Lorsque Moulay Ismaïl l'apprend, il se met immédiatement en route vers la ville pour l'assiéger à l'improviste. En octobre 1685, Ahmed sort visiter un sanctuaire, mais est tué par des soldats d'Ismaïl. Moulay Harran continue seul la résistance, jusqu'en avril 1687, lorsqu'il s'enfuit au Sahara. La ville est reprise au prix de lourdes pertes. Elle connaît des massacres.

## Sources

### Sources bibliographiques
1. ↑  al-Nasiri 1906, p. 70
2. ↑  al-Nasiri 1906, p. 71
3. ↑  al-Nasiri 1906, p. 80
4. 1 2  al-Nasiri 1906, p. 91
5. 1 2  Hamet 1923, p. 348

### Francophone
- Aboulqâsem ben Ahmed Ezziâni, Le Maroc de 1631 à 1812 / de Aboulqâsem ben Ahmed Ezziâni ; publié et traduit par O. Houdas, E. Leroux (Paris), 1886, 346 p.
- Ismaël Hamet, Histoire du Maghreb : cours professé à l'Institut des hautes études marocaines / Ismaël Hamet, E. Leroux (Paris), 1923, 502 p.
- Ahmed ben Khâled Ennâsiri Esslâoui. (trad. de l'arabe par Eugène Fumet), Kitâb Elistiqsâ li-Akhbâri doual Elmâgrib Elaqsâ [« Le livre de la recherche approfondie des événements des dynasties de l'extrême Magrib »], vol. IX : Chronique de la dynastie alaouie au Maroc, Paris, Ernest Leroux, coll. « Archives marocaines », 1906 (lire en ligne)